# Диференційована ставка
Диференційована ставка — це ставка податку з одиниці об'єкта оподаткування, що встановлюється диференційовано за видами платників і характеристиками об'єкта оподаткування. Наприклад, ставки податку на прибуток диференційовані за видами платників (підприємства, страхові компанії, інноваційна діяльність), а ставки податку на землю — залежно від призначення використання і місцезнаходження земельної ділянки.
Встановлення єдиних або диференційованих ставок має на меті створення однакових або різних умов оподаткування для платників відповідних податків.